# Дамбуев, Игорь Александрович
Игорь Александрович Дамбуев (род. 4 сентября 1976, Ильинка, Бурятская АССР) — топонимист, монголовед, кандидат филологических наук, старший научный сотрудник Института монголоведения, буддологии и тибетологии СО РАН.

## Биография
Родился в селе Ильинка Прибайкальского района Бурятии.
Окончил факультет иностранных языков Бурятского государственного университета (1998).
12 марта 2004 года защитил диссертацию на соискание учёной степени кандидата филологических наук, имеющую название «Ойконимия Циркумбайкальского региона: лингвокультурологический аспект» (под руководством доктора филологических наук, профессора Людмилы Шулуновой), посвящённую исследованиям ойконимии Иркутской области, Бурятии и Забайкальского края (общее название территории — Циркумбайкальский регион) в лингвокультурологическом аспекте.

## Научные взгляды
В целом, Игорь Дамбуев придерживается взглядов и версий бурятского топонимиста Матвея Мельхеева, который объяснял топонимы байкальского региона, как правило, из бурятского языка. Это касается в том числе и версий Мельхеева, оспариваемых другими исследователями, например Станиславом Гурулёвым. Но в книге Станислава Гурулёва версии Дамбуева и его соавторов часто рассматриваются как равноценные версиям, высказываемым Гурулёвым.

## Труды
Игорь Дамбуев — автор множества статей на тему топонимики и ономастики, также он является одним из авторов монографии и двух топонимических словарей.
Монография
- Дамбуев И. А., Шулунова Л. В. Названия городов и сёл Циркумбайкальского региона. — Улан-Удэ: Изд-во Бурятского госуниверситета, 2005. — 164 с.

Словари
- Географические названия Республики Бурятия: топонимический словарь / сост. И. А. Дамбуев, Ю. Ф. Манжуева, А. В. Ринчинова. — Улан-Удэ: ИПК ВСГАКИ, 2006. — 241 с.
- Топонимический словарь этнической Бурятии / сост. И. А. Дамбуев, Ю. Ф. Манжуева, А. В. Ринчинова. — Улан-Удэ: ИПК ВСГАКИ, 2007. — 190 с.

Статьи
- Проявление закона топонимического ряда в околобайкальской ойконимии // Будущее Бурятии глазами молодёжи. — Улан-Удэ: Изд-во БГУ, 2002. — С. 217—220.
- Ойконимия Бурятии: культурно-исторический аспект // Проблемы лингвистического краеведения. — Пермь: Перм. гос. пед. ун-т, 2002. — С. 80—87.
- Теоретические вопросы составления регионального топонимического словаря // Ономастическое пространство и национальная культура. — Улан-Удэ: Изд-во БГУ, 2006. — С. 152—156.
- Современная лексикография: статус и направления развития // Вестник Бурятского гос. ун-та. — 2011. — № 10. — С. 16—21.
- О современном состоянии бурятской ономастической лексикографии // Вестник Бурятского гос. ун-та. Язык. Литература. Культура. — 2012. — № 1. — С. 3—11.
- Причины топонимического варьирования (на примере топонимии Бурятии) // Вестник Иркутского гос. техн. ун-та. — Иркутск, 2012. — № 7. — С. 244—248.
- К вопросу об упорядочении ономастической терминологии (терминологическое поле «Нормализация наименования географического объекта») // Ономастика Поволжья. — Ярославль: Изд-во ЯГПУ, 2012. — С. 43—46.
- Варьирование в топонимии Бурятии // Вестник Бурятского гос. ун-та. — 2012. — № 10. — С. 6—11.
- Топонимы русла реки Селенги: лингвистический анализ // Вестник Челябинского гос. ун-та. Сер. Филология. Искусствоведение. — 2013. — Вып. 76, № 10 (301). — С. 34—38.
- Антропоойконимы Иркутской области и история заселения Восточной Сибири // Вестник Иркутского гос. техн. ун-та. — 2013. — Вып. 76, № 5. — С. 246—249.
- Old US Army maps as a source of linguistic and cultural information on Mongolian toponymy // Гадаадын монгол судлаач залу эрдэмтдийн эрдэм шинжилгээний хурал. — Улаанбаатар, 2013. — 104—126х.
- Особенности романизации топонимов Монголии // Сибирский филологический журнал. — 2014. — Вып. 2. — С. 144—150.
- Монголоязычная топонимия в трудах исследователей Восточной Сибири XVII—XVIII вв. // Буриад судлал. V боть. № 5. — Улаанбаатар, 2014. — 108—113х.
- О результатах нормализации топонимов в Российской Федерации (2011—2013 гг.) // Вестник Калмыцкого института гуманитарных исследований РАН. — 2014. — № 2. — С. 125—129.
- К вопросу об орфографии бурятских топонимов в русском языке // Вестник Бурятского государственного университета. — Улан-Удэ, 2014.
- Трансформационные процессы в российской топонимии // Ономастика Поволжья. — Тверь: Изд-во Марины Батасовой; Альфа-Пресс, 2014. — С. 76—80.
- П. С. Паллас как исследователь топонимии Байкальского региона // Вестник Бурятского гос. ун-та. — 2014. — № 10(2). — С. 10—14.